# Північний (Тернопіль)
Північний — мікрорайон № 13 Тернополя, наразі в стадії забудови.

## Вулиці
- Героїв Чорнобиля[1]
- Юрія Іллєнка[1]
- Михайла Липницького[1]
- Овочева[1]
- Ігоря Пелиха[1]

## Транспорт
З 8 вересня 2022 року до мікрорайону курсує автобусний маршрут №38
, з 25 червня 2025 року — автобусний маршрут №39.

## Храми
- Церква Різдва Пресвятої Богородиці (УГКЦ)